# Зееберг, Оскар Теодор Альфред
Альфред Зееберг (нем. Oskar Theodor Alfred Seeberg; 24 сентября (6 октября) 1863, Пядуа, Ревельский уезд, Эстляндская губерния — 9 августа 1915, Аренсхоп) — российский и немецкий богослов. Брат немецкого теолога Рейнгольда Зееберга (1859—1935).

## Биография
Родился 24 сентября (6 октября) 1863 года в семье Рейнгольда Зееберга (1831—1898) в имении Педуа (ныне — деревня в волости Мярьямаа, Эстония).
Обучался в Ревельской губернской гимназии (1874—1883). Затем изучал богословие в Дерптском университете (1883—1889); в 1887 году был отмечен золотой медалью.
В 1890 году занял должность старшего учителя при Юрьевском городском женском училище. В 1891 году избран пастором-адъюнктом при церкви Св. Петра. В этом же году выдержал магистерский экзамен по систематическому богословию и защитив магистерскую диссертацию «Die Anbetung des Herrn bei Paulus» получил степень магистра богословия. В том же году Зееберг получил должность приват-доцента в Юрьевском университете (новое название Дерптского университета), вскоре стал доцентом. Читал лекции по истории догматов, символике и новозаветной экзегетике.
После защиты диссертации «Die Heilsbedeutung des Todes Christi im Hebräerbriefe» получил в 1895 году степень доктора богословия и занял должность экстраординарного профессора кафедры экзегетического богословия Юрьевского университета; с 1897 года — ординарный профессор экзегетики. В 1905—1908 годах был деканом богословского факультета; имел чин статского советника.

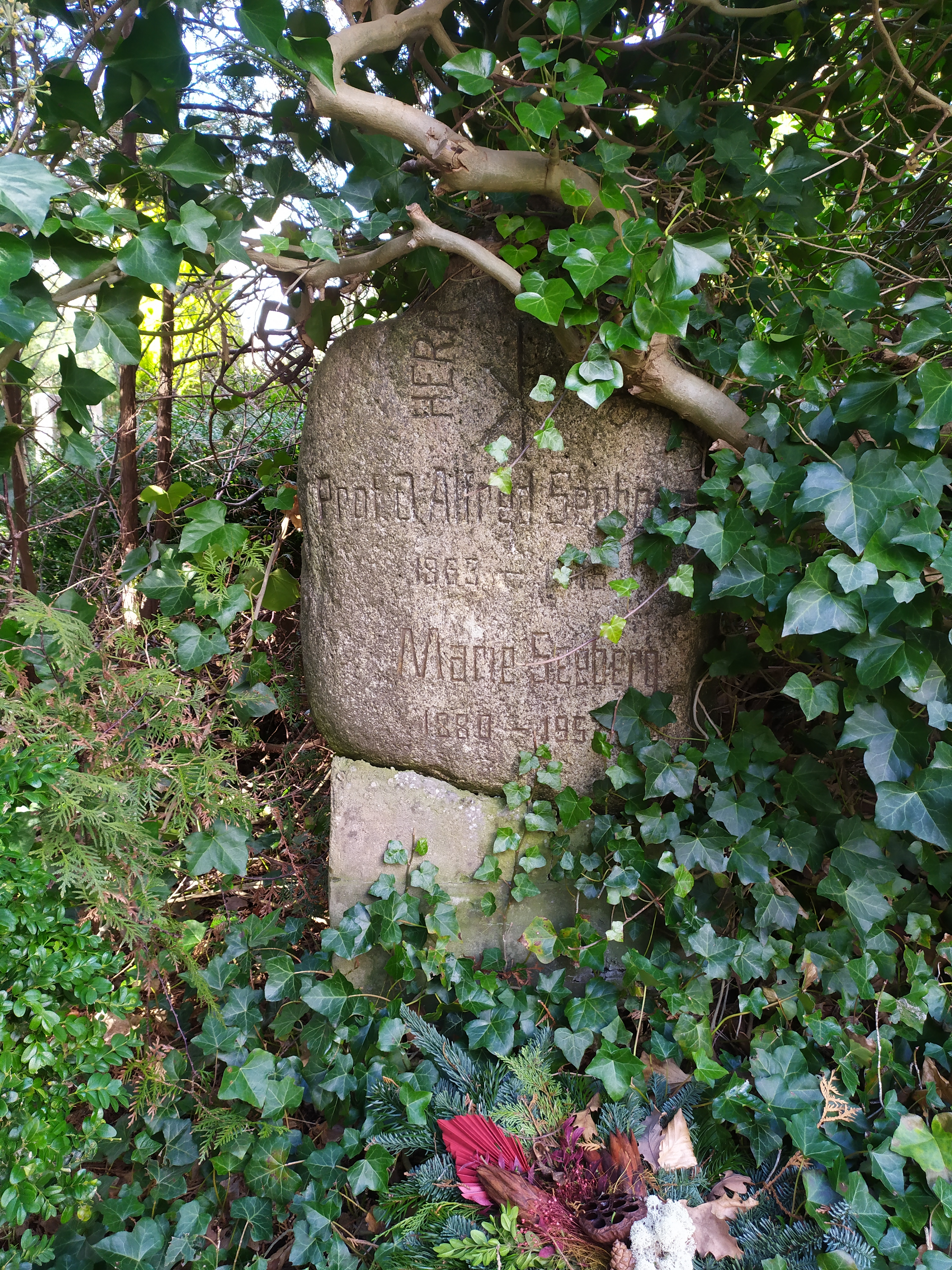

В 1908 году он был назначен профессором Нового Завета в Ростокском университете; в 1914 году был ректором этого университета. В 1914 году он также был профессором Кильского университета.

## Семья
Был женат на Марии Вальтер (1880—1953), дочери пастора Рейнхольда Вильгельма фон Вальтера из Санкт-Петербурга. У них было четверо детей: дочери Стелла (1901—1979) и Дорис (1903—1989) и два сына Аксель (1904—1986) и Отто (1908—1934).